# Макс Регер
Макс Регер (на немски: Max Reger, Johann Baptist Joseph Maximilian Reger, * 19 март 1873 в Бранд/Горен Пфалц, Бавария, † 11 май 1916 в Лайпциг), с пълно име Йохан Баптист Йозеф Максимилиан Регер, е германски композитор, органист, пианист и диригент.
Той израства в близкия град Вайден. Следва в консерваториите в Зондерсхаузен и Висбаден при прочутия музикален теоретик Хуго Риман. През 1901 г. се мести в Мюнхен. През 1902 г. се жени за разведената протестантка Елза фон Беркен, което води до неговата екскомуникация (отлъчване от църквата). През 1905 г. Макс Регер става последовател на Йозеф Райнбергер в академията за музикално изкуство Мюнхен, след една година напуска, заради неразбирателство с другите консервативни преподаватели.
По време на концерт в Карлсруе през 1907 г. Регер е назначен за университетски директор и професор на Кралската консерватория в Лайпциг. През 1910 г. получава званието доктор хонорис кауза по медицина в Берлин. През 1911 г. става дворцов капелмайстор при тогава прочутата дворцова капела Майнинген. През началото на 1914 г. той получава мозъчен удар. През 1915 г. се мести в Йена и един път седмично пътува до Лайпциг да преподава музика. През май 1916 г. Макс Регер умира по време на такова пътуване от сърдечна недостатъчност. Неговата урна е преместена през 1930 г., по желание на вдовицата му Елза Регер, от Йена в Мюнхен, където тя живее от 1929 г.
Регер е известен най-вече с композициите си за орган. Всичките му произведения са напечатени в 38 тома от 1954 до 1986 г.